# Wolfgang R. Reimann

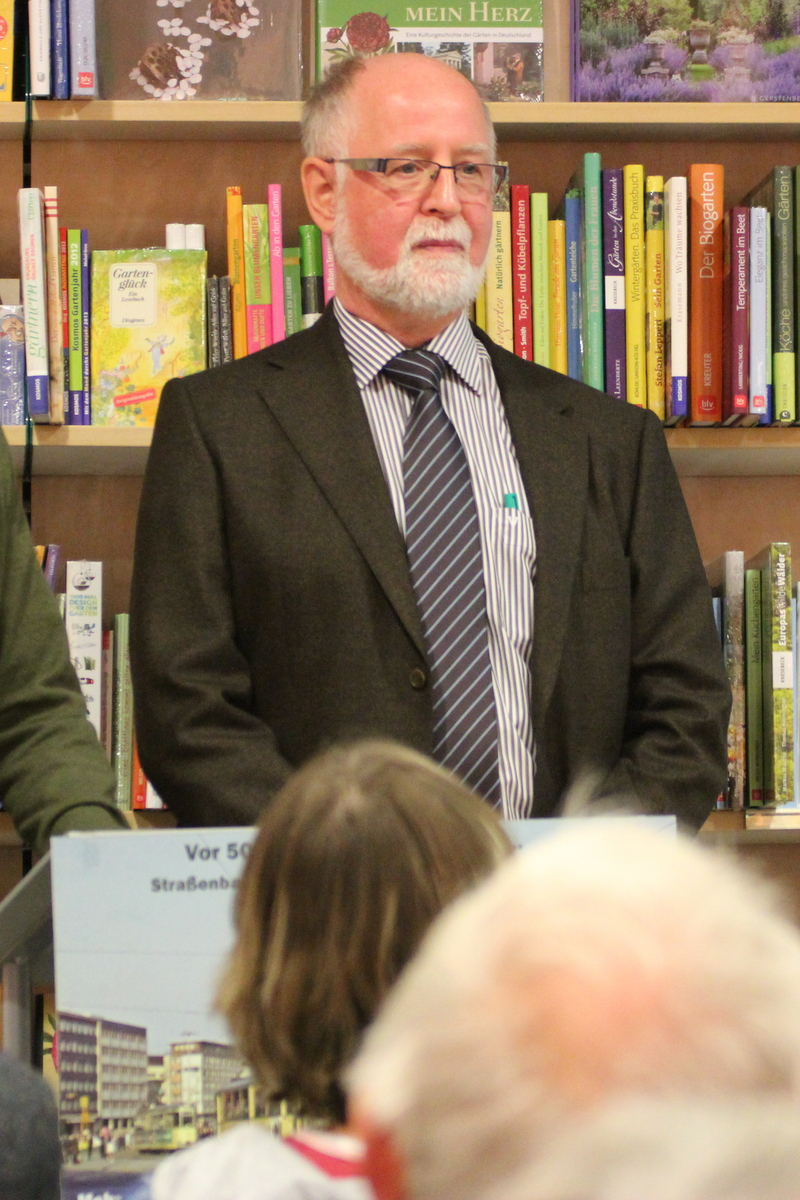

Wolfgang Rainer Reimann (* 26. Juli 1944 in Berlin-Köpenick) ist ein deutscher Lokalhistoriker. Er trat hervor als Autor und Fotograf von Sachbüchern zur Straßenbahngeschichte.

## Werdegang
Reimann verbrachte seine Kindheit in Berlin. In den 1950er Jahren übersiedelte er nach Wuppertal. Dort schloss er seine Schulausbildung ab und absolvierte anschließend ein Studium zum Diplom-Finanzwirt. Bis zum Eintritt in den Ruhestand war er am Finanzamt Wuppertal tätig. Seit 2002 lebt er in Remscheid-Lennep.
Bereits als Schuljunge interessierte er sich für Straßenbahnen. Mit dem Zug und mit dem Fahrrad machte er sich in Berlin und in den Städten des Bergischen Landes und des Ruhrgebiets auf den Weg, um den Straßenbahnbetrieb und dessen allmähliche Zurückdrängung zugunsten des Autoverkehrs mit seinem Fotoapparat festzuhalten. In 50 Jahren entstand ein mehrere Tausend Aufnahmen umfassendes Bildarchiv. 1972 begann Reimann – teilweise gemeinsam mit anderen Verkehrshistorikern – im Eigenverlag oder mit regionalen Partnern reich bebilderte Bände herauszugeben. In mehr als 20 Büchern dokumentierte er die Entwicklung der Straßenbahnnetze und die Veränderungen im baulichen Umfeld sowie den Wagenbestand in den Städten Hagen, Herten, Remscheid, Wuppertal, Ennepetal, Mettmann, Berlin, Koblenz, Aachen, Paderborn und Mönchengladbach.